# سرقت (فیلم هندی ۲۰۱۵)
سرقت 
(به تلوگویی: Dohchay) فیلمی محصول سال ۲۰۱۵ و به کارگردانی سودهیر وارما است. در این فیلم بازیگرانی همچون نگا چایتانیا، کریتی سانون، ساپتاگیری و مدهوریما ایفای نقش کرده‌اند.